# Ștefan cel Mare (Vaslui)
Ştefan cel Mare è un comune della Romania di 3 467 abitanti, ubicato nel distretto di Vaslui, nella regione storica della Moldavia. 
Il comune è formato dall'unione di 7 villaggi: Bârzești, Brăhășoaia, Călugăreni, Cănțălărești, Mărășeni, Muntenești, Ștefan cel Mare.